# 台灣葉鼻蝠
臺灣葉鼻蝠（學名: Hipposideros armiger terasensis ），俗稱大夜婆。是東亞葉鼻蝠（學名: Hipposideros armiger，又名大蹄蝠）的亞種之一，亦為臺灣特有種，是台灣最大的食蟲蝠，使用定頻回聲定位捕食，有特殊的鼻葉(nose-leaf)構造。國際紅皮書IUCN狀態為無危，並於2017年被列入臺灣陸域哺乳類紅皮書名錄。
臺灣葉鼻蝠最早於1924年由岸田久吉發現命名，然而吉行瑞子在1991年比較型態特徵後，認為是獨立的物種而給予學名H. terasensis。現學術界多承認其為大蹄蝠台灣亞種。

## 特徵

### 體型體色
體長9-10.5公分，尾長5.5-6公分，前臂長8.6-10.3公分，體重45-70公克。為分布台灣之翼手目中體型最大的食蟲蝠，僅次於臺灣狐蝠。成年蝠毛色呈現錯綜的黃棕色或棕色，幼年蝠通體黑色。

### 面部細節
蹄蝠科的蝙蝠擁有特化的鼻子，可用於接收從頭部或鼻部發射的超音波。台灣葉鼻蝠鼻部特化呈葉狀，分成上、中、下鼻葉（noseleaf），上鼻葉呈橫列之三結狀突起以及前額囊，雄蝠較較雌蝠明顯，而下鼻葉兩側則各有三個側鼻葉（lateral leaflet）。
台灣葉鼻蝠耳殼寬大，末端尖，具有迎珠，代表其外耳屏與耳朵相連。
齒式：門齒1/2，犬齒1/1，前臼齒2/2，臼齒3/3；全部的牙齒數有30顆。

### 生物檢索表
2020年Journal of The Threatened Taxa（JoTT）記載的台灣翼手目檢索表（Illustrated field keys to the bats (Mammalia: Chiroptera) of Taiwan）中，明確列舉了辨識臺灣38種蝙蝠的特徵，其中台灣葉鼻蝠的特徵如下:
1. 臉部不似狐；具迎珠且發達
2. 前臂長87–100  mm
3. 耳殼頂端錐狀，面積為眼球截面的三倍
4. 尾部明顯，末端不突出股間膜，或僅末端一節突出股間膜
5. 鼻部結構複雜，具葉片狀和（或）突起構造
6. 上鼻葉大致呈橫條狀，中鼻葉不具明顯突起，下鼻葉兩側各有3–4片側鼻葉

## 分類

### 亞種
臺灣葉鼻蝠最早出現在日治時代《Zoological Magazine Tokyo》第36刊中，由日本生物學家岸田久吉（Kishida Kyukichi）發現並命名。Kishida將其最初命名為H. armiger，即大蹄蝠的台灣亞種。

### 獨立種
日本哺乳動物學家吉行瑞子（Mizuko Yoshiyuki）於1991年檢視來自台東縣與屏東縣的臺灣葉鼻蝠標本，並與泰國的大蹄蝠（學名: H. armiger）族群以及八重山群島的醜蹄蝠（學名: H. turpis）族群，將三者歸屬於H. armiger類群，且三者互不相同，即將臺灣葉鼻蝠視為與大蹄蝠不同的物種，而非Kishida將其視為H. armiger的一亞種。

### 型態分析
吉行瑞子比較諸多形態特徵如外耳殼、迎珠（antitragal lobe）、鼻葉等辨識蝙蝠的性狀，分析以上三個物種之間的關係。認為在H. armiger類群中，臺灣葉鼻蝠的演化階段較醜蹄蝠高，低於大蹄蝠，卻又與二者有型態差異，可能為獨立演化支，因而將其歸類為獨立種。

### 分類現況
根據美國哺乳動物學會(ASM)2024年資料，臺灣葉鼻蝠為東亞葉鼻蝠之臺灣亞種。

## 分佈
遍布臺灣全島海拔1,600公尺以下，棲息在自然生成的洞穴或廢棄的人造設施(隧道、城門、防空洞等)。因其有度冬的行為，會在冬季遷至其他洞穴，觀察時會與原生活洞穴有特徵差異，如昆蟲殘翅、殘軀。